# Вилијам Шихи
Вилијам Шихи (енгл. William Sheehey; Стјуарт, Флорида, 16. јануар 1992) амерички је кошаркаш. Игра на позицији крила, а тренутно наступа за с.Оливер Вирцбург.

## Каријера
Шихи је изабрао да игра кошарку на Универзитету у Индијани, одбивши понуде Аризоне, Мичигена и Џорџије. За Индијану је играо од 2010. до 2014. године са просјеком од девет поена и четири скока по мечу. На НБА драфту 2014. није изабран.
Првог дана августа 2014. године потписао је једногодишњи уговор са екипом подгоричке Будућности.. Дана 16. децембра 2014. уговор су споразумно раскинули. У првим месецима 2015. имао је краткотрајне боравке у Форт Вејн мед антсима и Лос Анђелес дефендерсима. Дана 11. априла 2015. потписао је за Паниониос и тамо се задржао до краја те сезоне. Сезону 2015/16. провео је у дресу француског Булоња. У сезони 2016/17. играо је за Репторсе 905 и са њима је освојио НБА развојну лигу. У августу 2017. прелази у Порто, а у лето 2019. прелази у с.Оливер Вирцбург.

## Успеси

### Клупски
- Репторси 905:
  - НБА развојна лига (1): 2016/17.